# Costa do Estoril
A Costa do Estoril é a região costeira a oeste de Lisboa, capital de Portugal, dividida entre os municípios de Cascais, Sintra e Oeiras. Os três municípios englobavam cerca de 765 mil habitantes em 2015. Também conhecida como Costa do Sol e Riviera Portuguesa, trata-se de uma das regiões mais valorizadas da Europa, onde o custo da maioria das propriedades chegam a milhões de euros. A região conta com dezenas de resorts de luxo e é conhecida na cultura popular por ser frequentada por multimilionários e famosos do mundo todo.
Enquanto Cascais e Sintra estão entre os municípios mais ricos da Península Ibérica, Oeiras é conhecida como "Silicon Valley da Europa", tendo no seu território instaladas muitas multinacionais e cerca de 30% da capacidade científica do país, sendo um dos principais polos de pesquisa e desenvolvimento do mundo. Por causa de seus inúmeros resorts, propriedades, lojas de luxo e natureza costeira, a área tem recebido muitos investimentos nos últimos anos.
A história de Cascais como um centro cosmopolita tem origem na década de 1870, quando o rei Luís I de Portugal e a família real portuguesa construíram à beira-mar sua residência de verão, atraindo assim membros da aristocracia europeia. Durante a Segunda Guerra Mundial, a vinda de famílias reais intensificaram-se, como muitos chefes das casas reais europeias e monarcas depostos, como Eduardo VIII do Reino Unido (na época, Duque de Windsor) e Juan Carlos da Espanha (na época, Infante de Espanha), que constituíram propriedades em Cascais e Estoril, respectivamente, encontrando refúgio na neutralidade de Portugal na guerra ou em situações de tensão política em seus próprios países.
Sintra recebia a nobreza portuguesa desde o século XV, mas a partir do século XIX tornou-se um dos principais centros do Romantismo europeu. A belle époque de Sintra resultou na construção de inúmeras vilas, jardins, quintas e palácios que caracterizam a região.

## História

### 2.ª Guerra Mundial

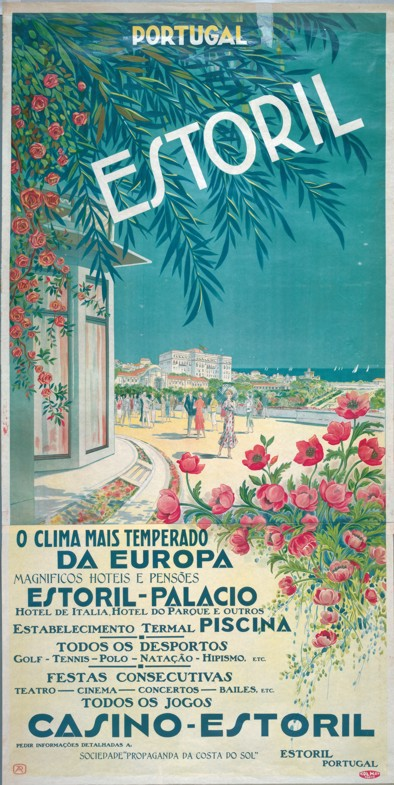
Publicidade sobre o turismo em Estoril na década de 1950

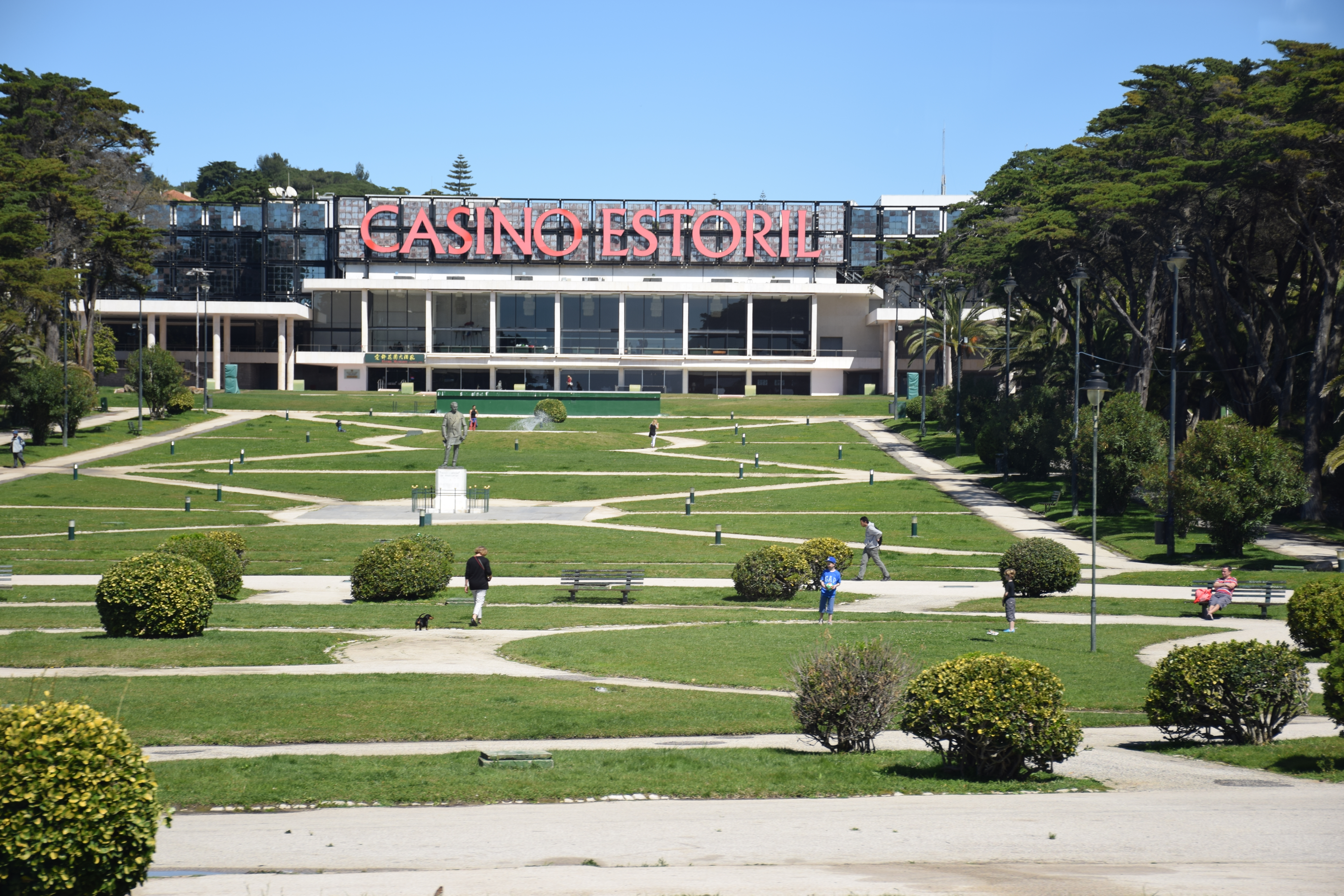
O Casino Estoril, o maior da Europa

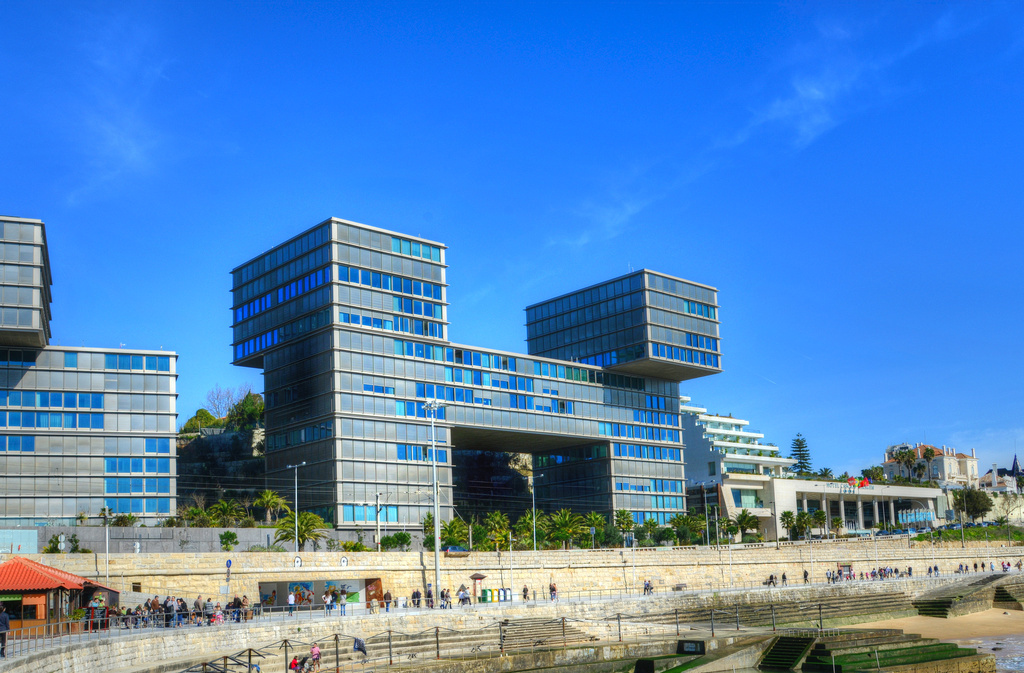
Residência Sol Estoril, construído em 2009, onde apartamentos custam a partir de 2 milhões de euros

Durante a Segunda Guerra Mundial, espiões e diplomatas de todo o mundo se concentravam na região, o que proporcionou uma atmosfera sofisticada e cosmopolita. 
A região tornou-se um destino turístico internacional durante e após a Segunda Guerra Mundial, devido à visão de Fausto Cardoso de Figueiredo e seu parceiro de negócios Augusto Carreira de Sousa. Nessa altura, muitos membros da aristocracia e realeza europeia encontraram refúgio na neutralidade de Portugal na guerra ou em situações de tensão política em seus próprios países, como o Rei Carlos II da Romênia e o Rei Humberto II da Itália.
Em julho de 1940, Eduardo VIII do Reino Unido e Wallis, Duquesa de Windsor se mudaram para o Estoril, onde viveram na mansão de Ricardo Espírito Santo, um banqueiro português, até comprarem uma residência em Cascais. Durante esse tempo, vários nobres dignitários e exilados se mudaram para a região. 
O ex-ditador português António de Oliveira Salazar também tinha uma casa de verão na região. Foi Salazar que ordenou a construção da estrada nacional E.N.6, conhecida como a Avenida Marginal, para ele viajar rapidamente de carro entre Cascais e Lisboa.

### Hoje
Hoje as cidades da Costa do Estoril continuam a acolher a elite portuguesa e a ser destino de férias de turistas internacionais. A Riviera desempenha um papel importante no turismo em Portugal.
Continua a existir uma grande comunidade de expatriados, principalmente em Cascais e Sintra, fazendo com que a maioria das escolas internacionais de Lisboa estejam localizadas na área (com Carlucci American International School e TASIS Portugal em Sintra, St Julian's School e St Dominic's School em Cascais, e Oeiras International School).
Os condomínios fechados de luxo desenvolveram-se muito na região no final do século XX e início do século XXI, incluindo Quinta da Marinha (Cascais), Quinta Patino (Estoril), Quinta da Beloura e Quinta da Penha Longa (ambas em Linhó, Sintra).

## Geografia

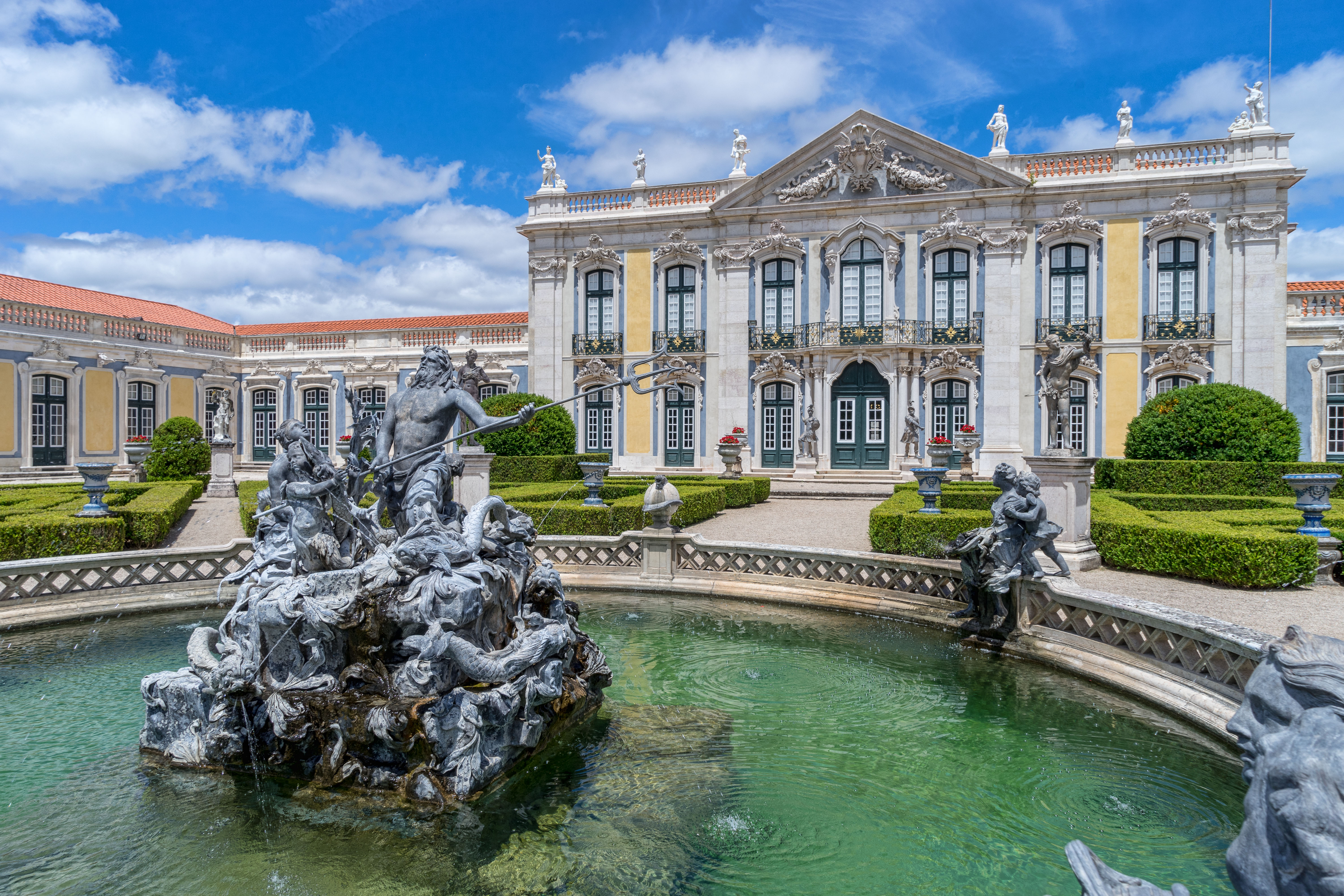
Palácio Nacional de Queluz.

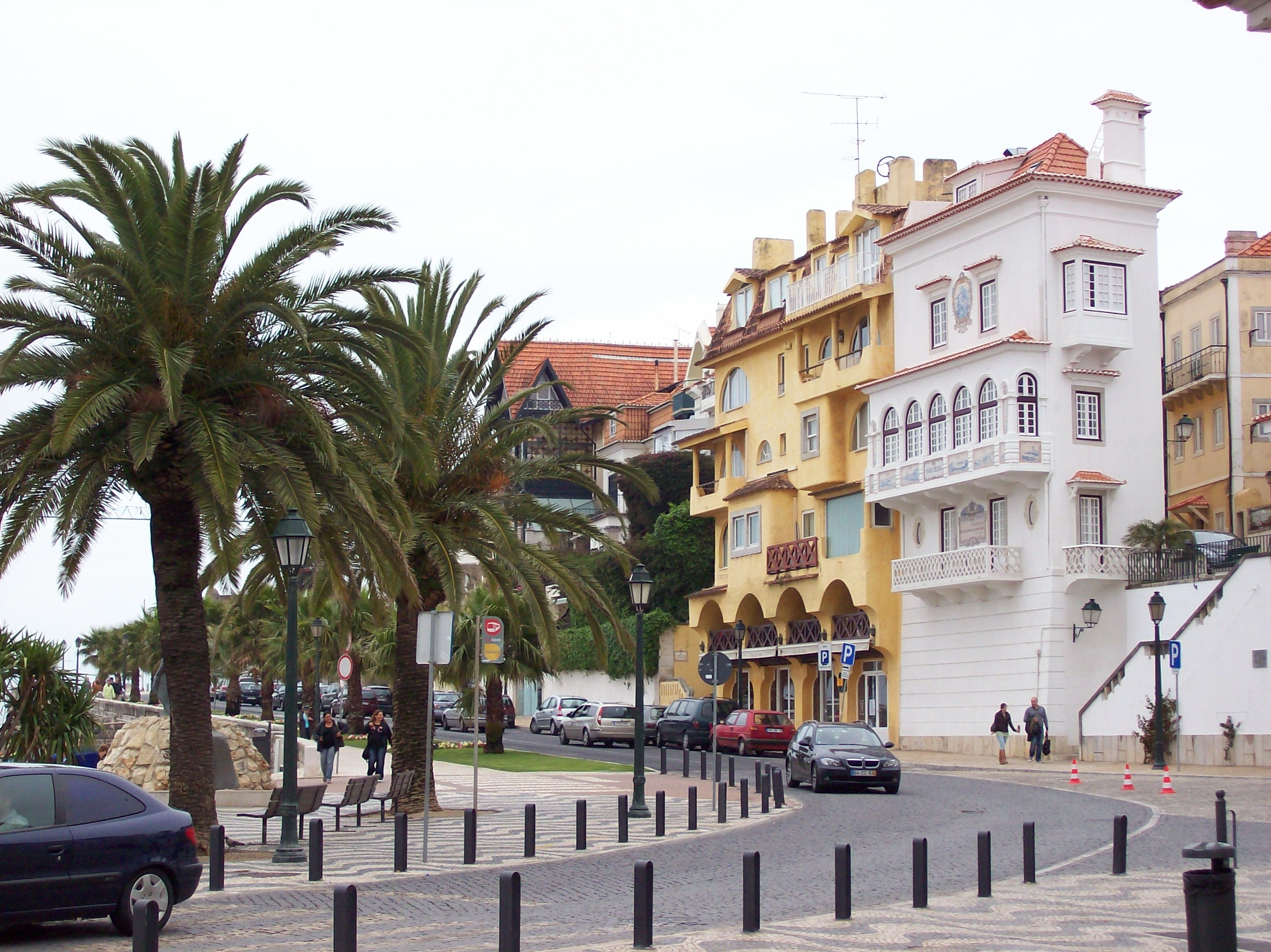
Avenida Rei D. Carlos I de Portugal em Cascais.

### Clima
A região tem um clima mediterrânico, influenciado pelo oceano Atlântico e caracteriza-se por temperaturas moderadas e invernos chuvosos. 
Embora o clima na zona do Cabo da Roca seja semi-árido, a Serra de Sintra é considerada moderadamente húmida, tendo precipitações nas montanhas em grande parte do outono e inverno.

### Municípios e vilas
- Alcabideche
- Algés
- Carcavelos
- Cascais
- Caxias
- Colares
- Estoril
- Oeiras
- Paço de Arcos
- Parede
- São Domingos de Rana
- Sintra

## Eventos

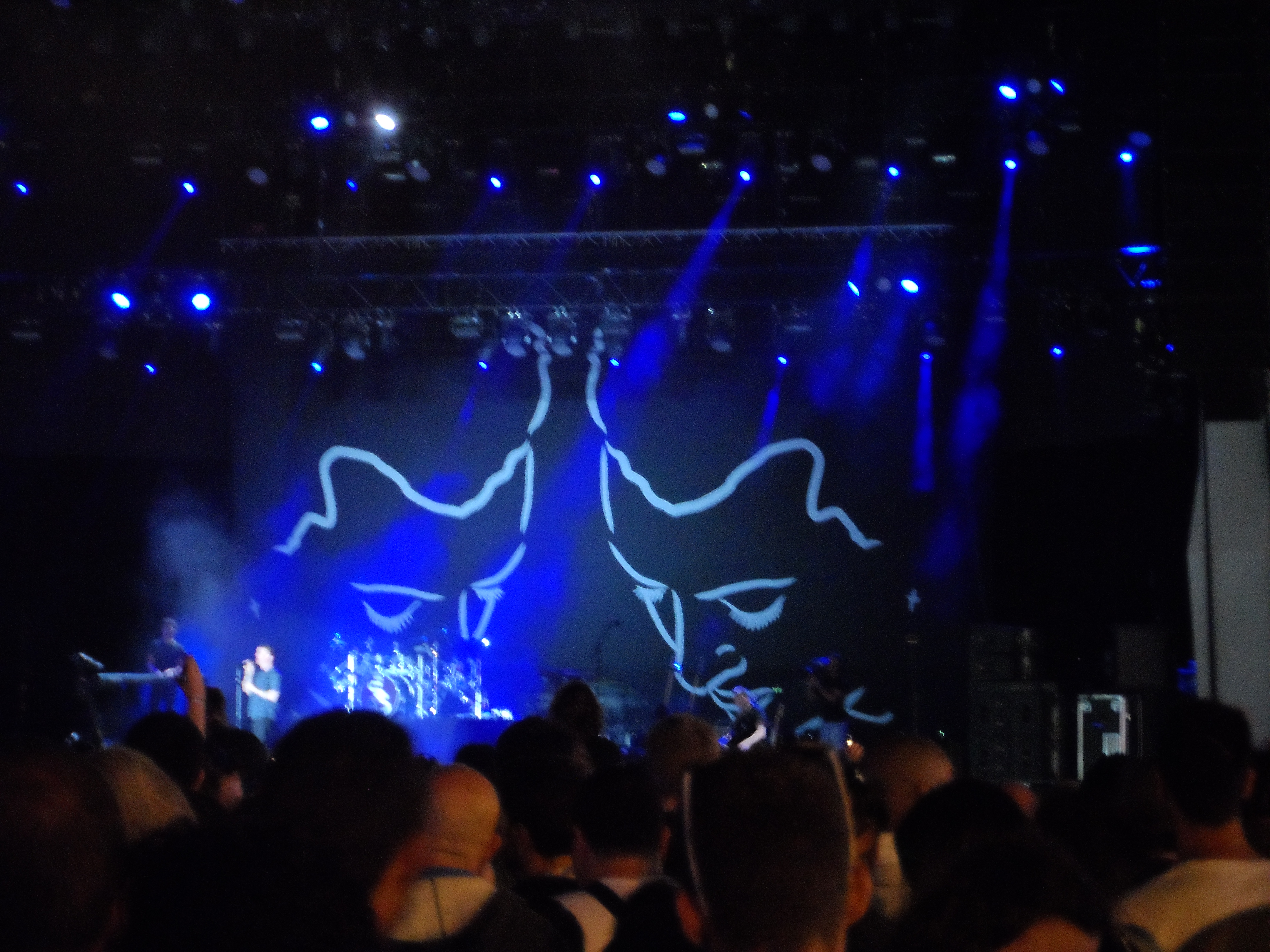
Sam Smith na NOS Alive Music Festival 2015, em Oeiras.

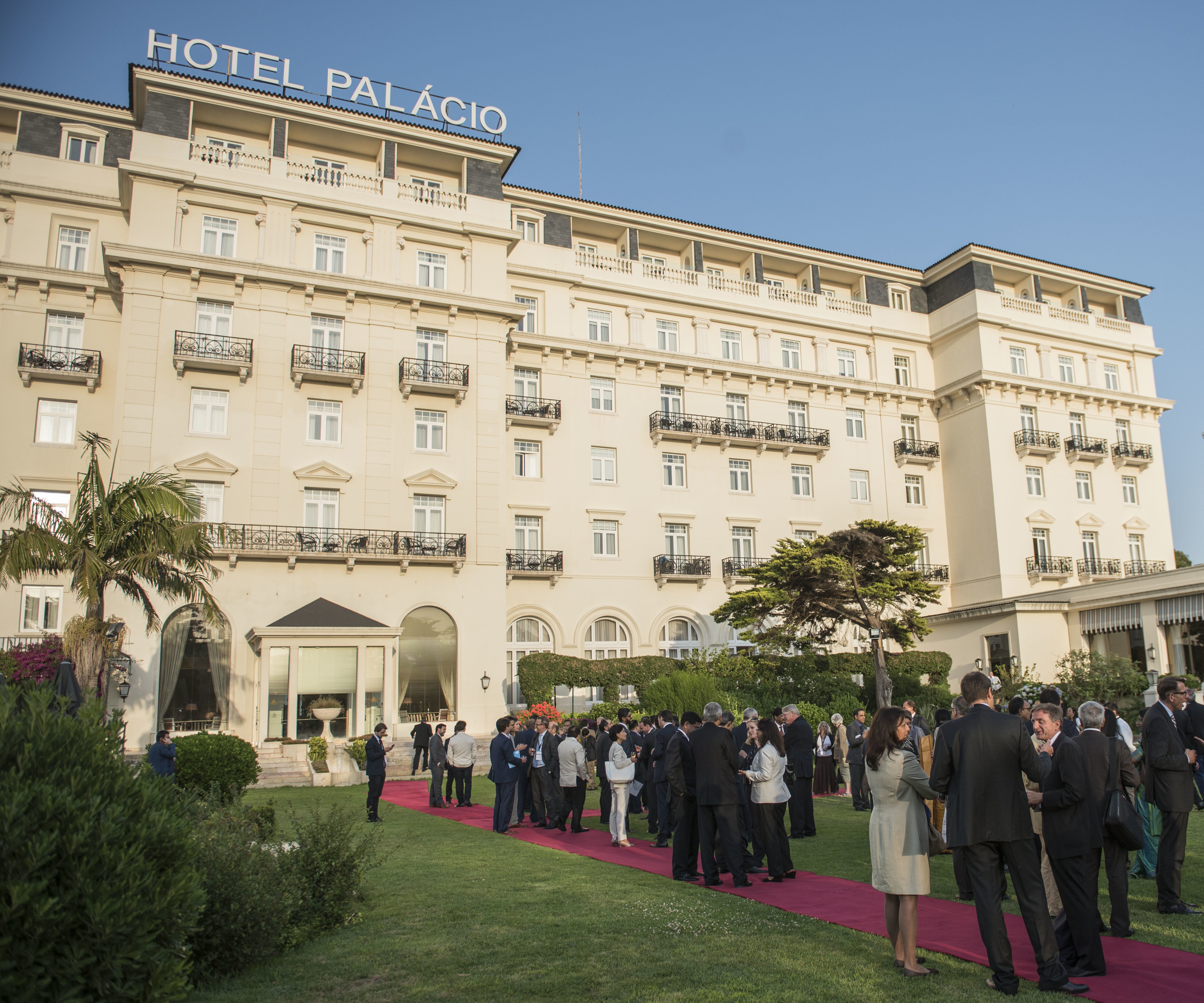
2017 Horasis Global Meeting no Hotel Palácio em Estoril.

### Cimeiras
- Bilderberg Meeting
- Horasis Global Meeting (desde 2016)

### Música
- Festas do Mar (desde 1965)
- Festival de Jazz do Estoril (desde 1971)
- Festival do Estoril (desde 1975)
- Super Bock Super Rock (desde 1994)
- Musa Cascais Festival (desde 1999)
- NOS Alive (desde 2007)
- EDP Cool Jazz (desde 2013)

### Cinema
- Lisbon & Estoril Film Festival (desde 2007)

### Desporto
- ATP de Estoril (desde 2015)
- Circuito Europeu de Golfe - Estoril (desde 1999)
- Estoril Challenge de Portugal (desde 1997)
- Open de Portugal (desde 1953)
- Star World Championships (desde 1948)
- 4 Hours of Estoril (desde 1977)
- Grande Prémio de Portugal (desde 1958)
- Grande Prémio de Portugal de Motovelocidade (desde 1987)
- Ibercup (desde 2013)

## Residentes e filhos ilustres

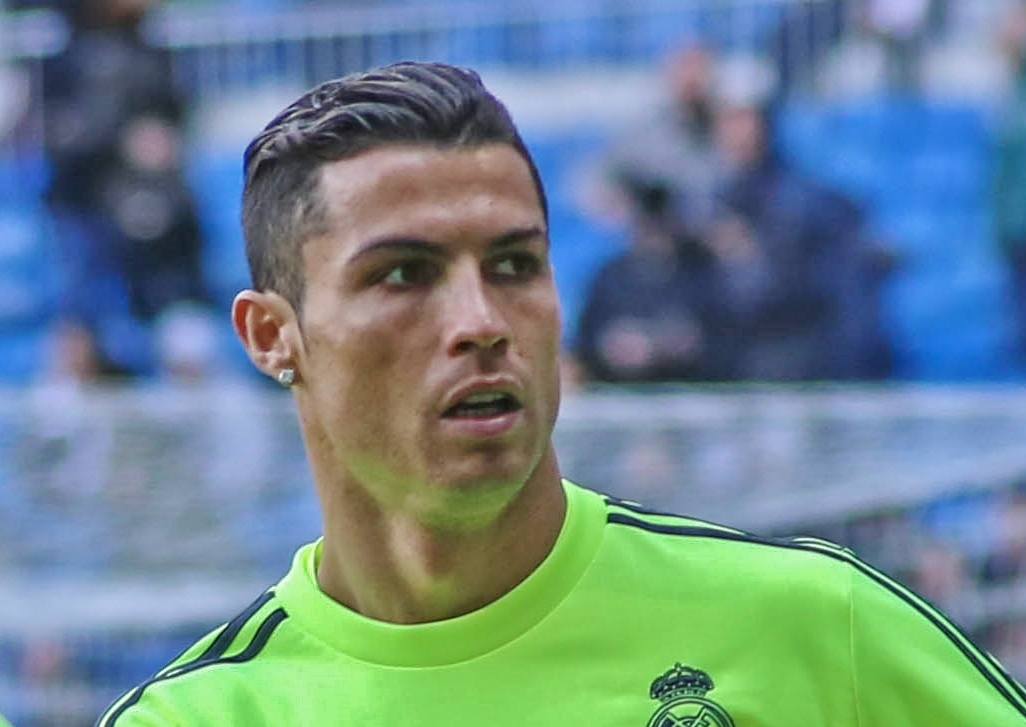
Cristiano Ronaldo, futebolista.

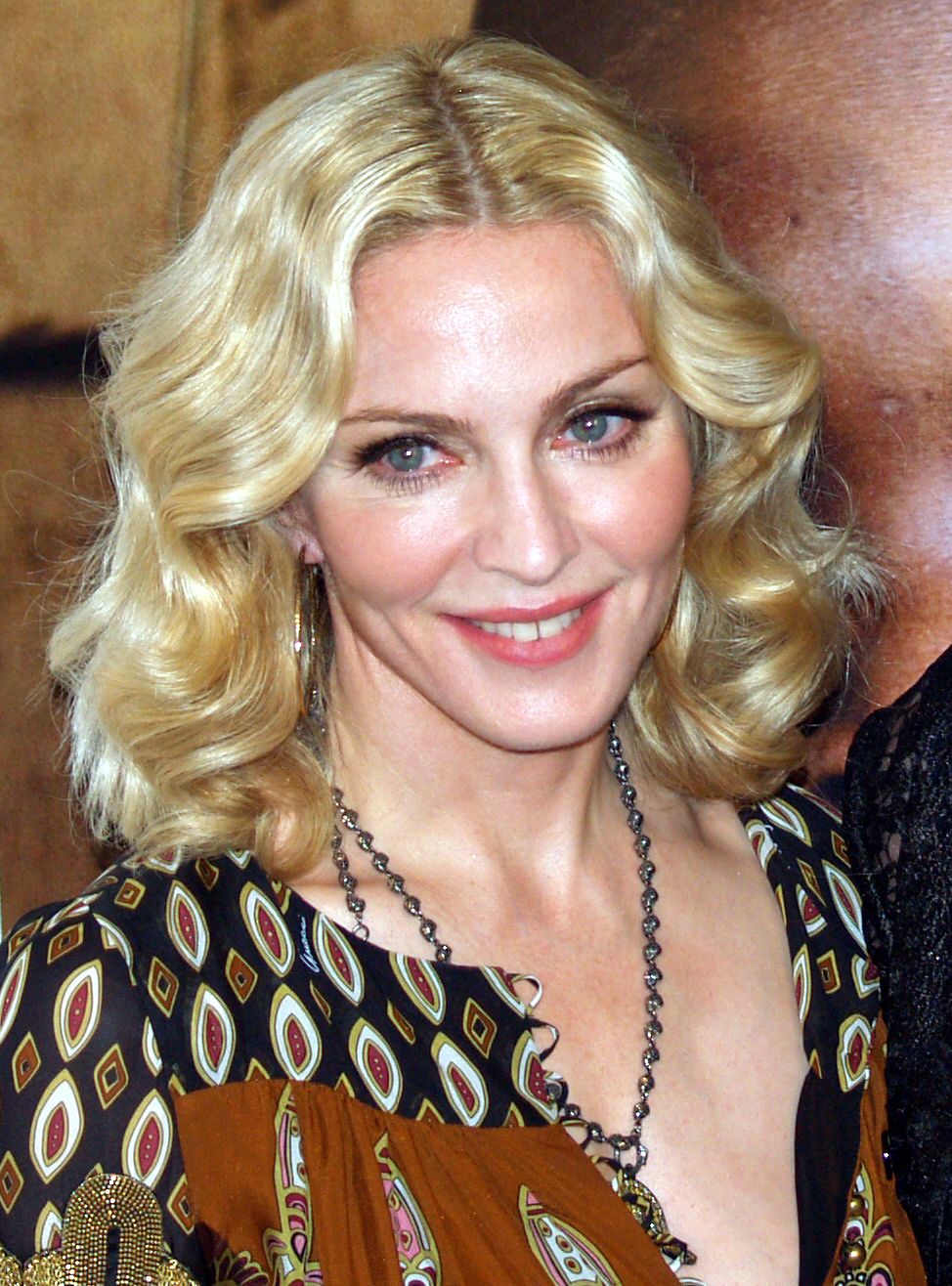
Madonna, cantora.

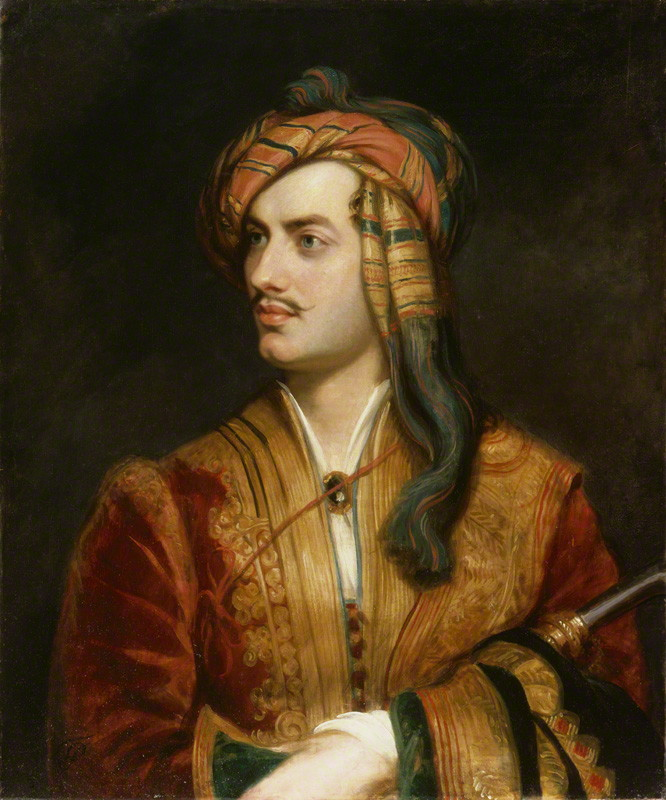
Lord Byron, famoso poeta.

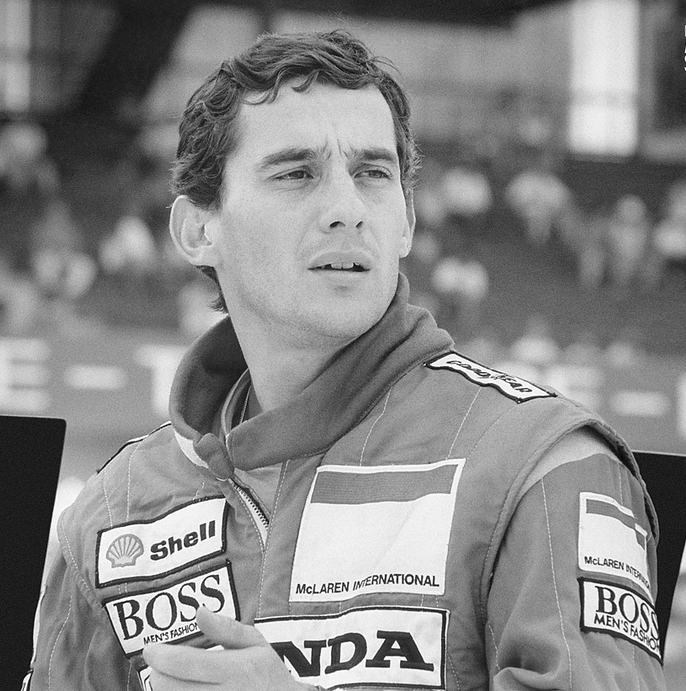
Ayrton Senna, famoso piloto de Formula 1.

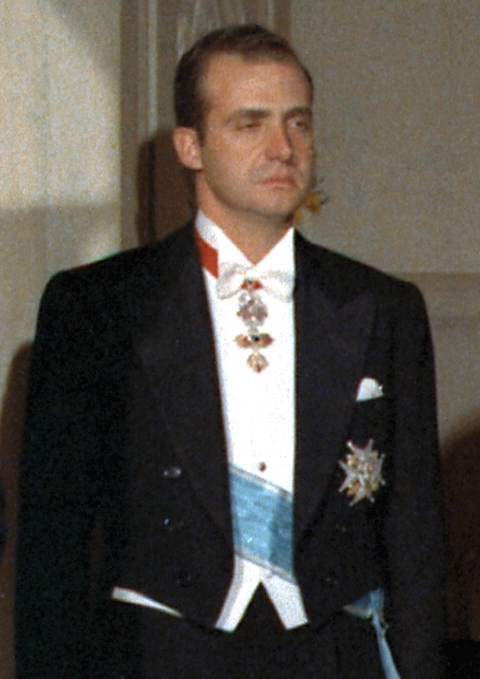
Rei D. Juan Carlos I da Espanha.

### Realeza e nobreza
- Maria Pia de Saxe-Coburgo e Bragança (Portugal)
- Infante João de Bourbon, Conde de Barcelona (Espanha)
- Infanta Pilar de Espanha, Duquesa de Badajoz (Espanha)
- Margarida de Espanha, Duquesa de Sória (Espanha)
- Afonso, Infante de Espanha (Espanha)
- Maria das Mercedes de Bourbon-Duas Sicílias (Espanha)
- Juan Carlos da Espanha (Espanha)
- Humberto II da Itália (Itália)
- Vítor Emanuel, Príncipe de Nápoles (Itália)
- Maria Beatriz de Saboia (Itália)
- Maria Pia de Saboia (Itália)
- Maria Gabriela de Saboia (Itália)
- Joana de Saboia (Itália)
- Miklós Horthy (Hungria)
- Maria José da Bélgica (Bélgica)
- Carlos II da Romênia (Roménia)
- Eduardo VIII do Reino Unido (Reino Unido)
- Wallis, Duquesa de Windsor (Reino Unido)

### Celebridades
- Adriane Galisteu, apresentadora brasileira
- Afonso Taira, futebolista português
- Amália Rodrigues, fadista portuguesa
- Ana Moura, fadista portuguesa
- Aguinaldo Silva, autor brasileiro
- Ana Free, cantora portuguesa
- Annabelle Wallis, actriz inglesa
- Aure Atika, actriz francesa
- António Félix da Costa, automobilista português
- Ângelo Rodrigues, actor português
- Ayrton Senna, automobilista brasileiro
- Chabeli Iglesias, socialite espanhola
- Cristina Ferreira, apresentadora portuguesa
- Chiquinho Scarpa, socialite ítalo-brasileiro
- Daniela Ruah, actriz portuguesa
- Duarte Tammilehto, futebolista luso-finlandês
- D'ZRT, banda portuguesa
- Eric Dier, futebolista inglês
- Edir Macedo, religioso brasileiro
- Jack Glatzer, violinista estadunidense
- João Kléber, apresentador brasileiro
- Julio Iglesias, cantor espanhol
- Inna, cantora romena
- Kasper Schmeichel, futebolista dinamarquês
- Kristoffer Rygg, produtor norueguês
- Lília Cabral, actriz brasileira
- Luka Zahović, futebolista esloveno
- Magali di Lattre, tenista ítalo-portuguesa
- Mariana van Zeller, jornalista portuguesa
- Maurício Mattar, actor e cantor brasileiro
- Mia Rose, cantora portuguesa
- Nadir Afonso, arquiteto português
- Nelly Furtado, cantora luso-canadiana
- Nuno Gomes, futebolista português
- Paula Rego, artista portuguesa
- Paulo Ferreira, futebolista português
- Rita Pereira, actriz portuguesa
- Susana Vieira, actriz brasileira
- Sílvia Pfeifer, actriz brasileira

### Políticos
- Marcelo Rebelo de Sousa, atual Presidente de Portugal
- Francisco Pinto Balsemão, ex-Primeiro-Ministro de Portugal

- Luís Marques Guedes, ex-Ministro da Presidência
- António Mendonça, ex-Ministro das Obras Públicas
- Gabriela Canavilhas, ex-Ministra da Cultura de Portugal
- Luís Nobre Guedes, ex-Ministro do Ambiente
- Roberto Carneiro, ex-Ministro da Educação
- António Capucho, ex-Ministro dos Assuntos Parlamentares

### Figuras históricas
- Lord Byron, poeta britânico
- Christopher Isherwood, escritor anglo-americano
- Glauber Rocha, cineasta brasileiro
- Gloria Swanson, atriz americana
- Ayrton Senna, piloto brasileiro de Formula 1

## Galeria

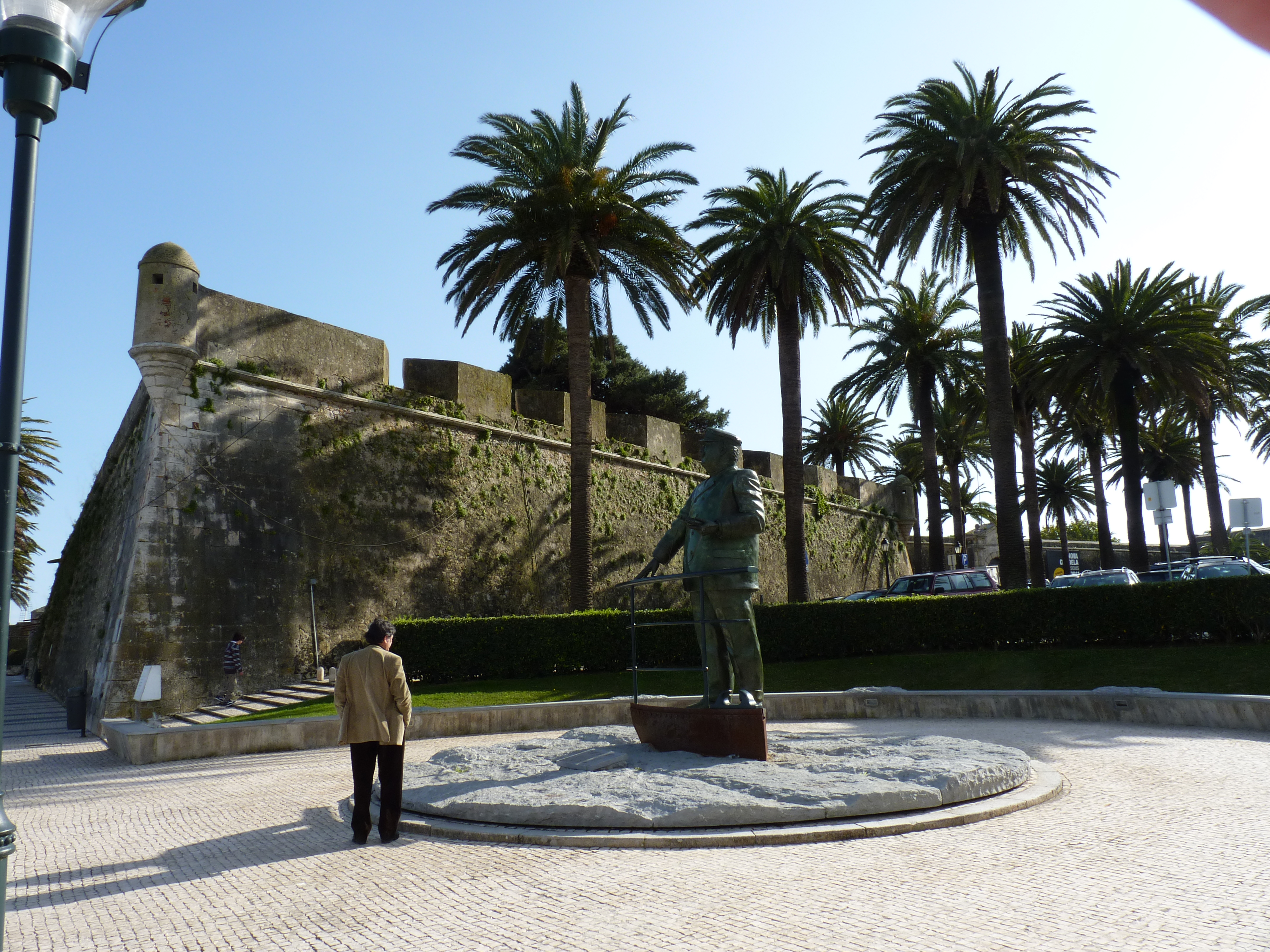
Citadela de Cascais
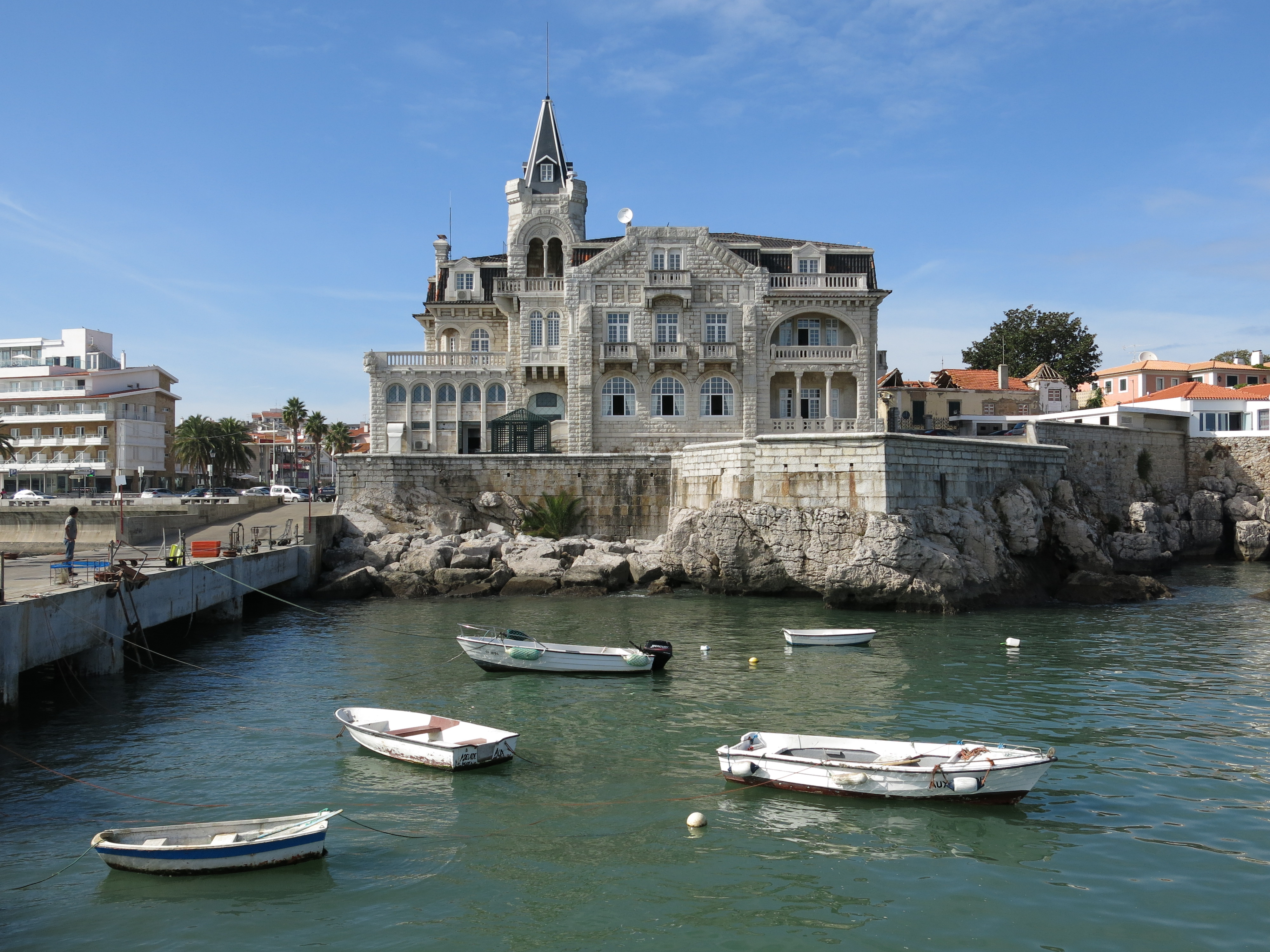
Palácio Seixas
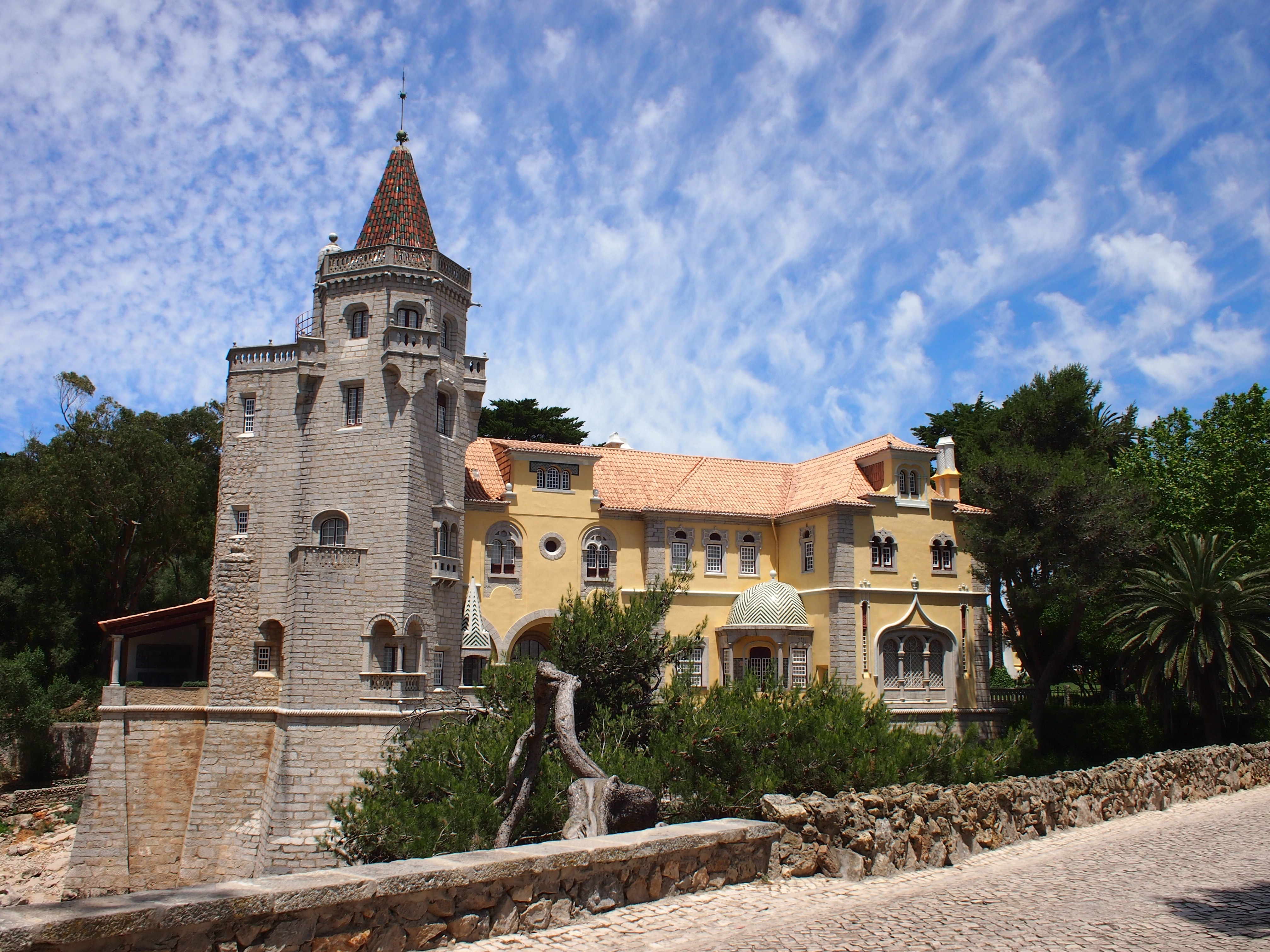
Palácio dos Condes de Castro Guimarães em Cascais
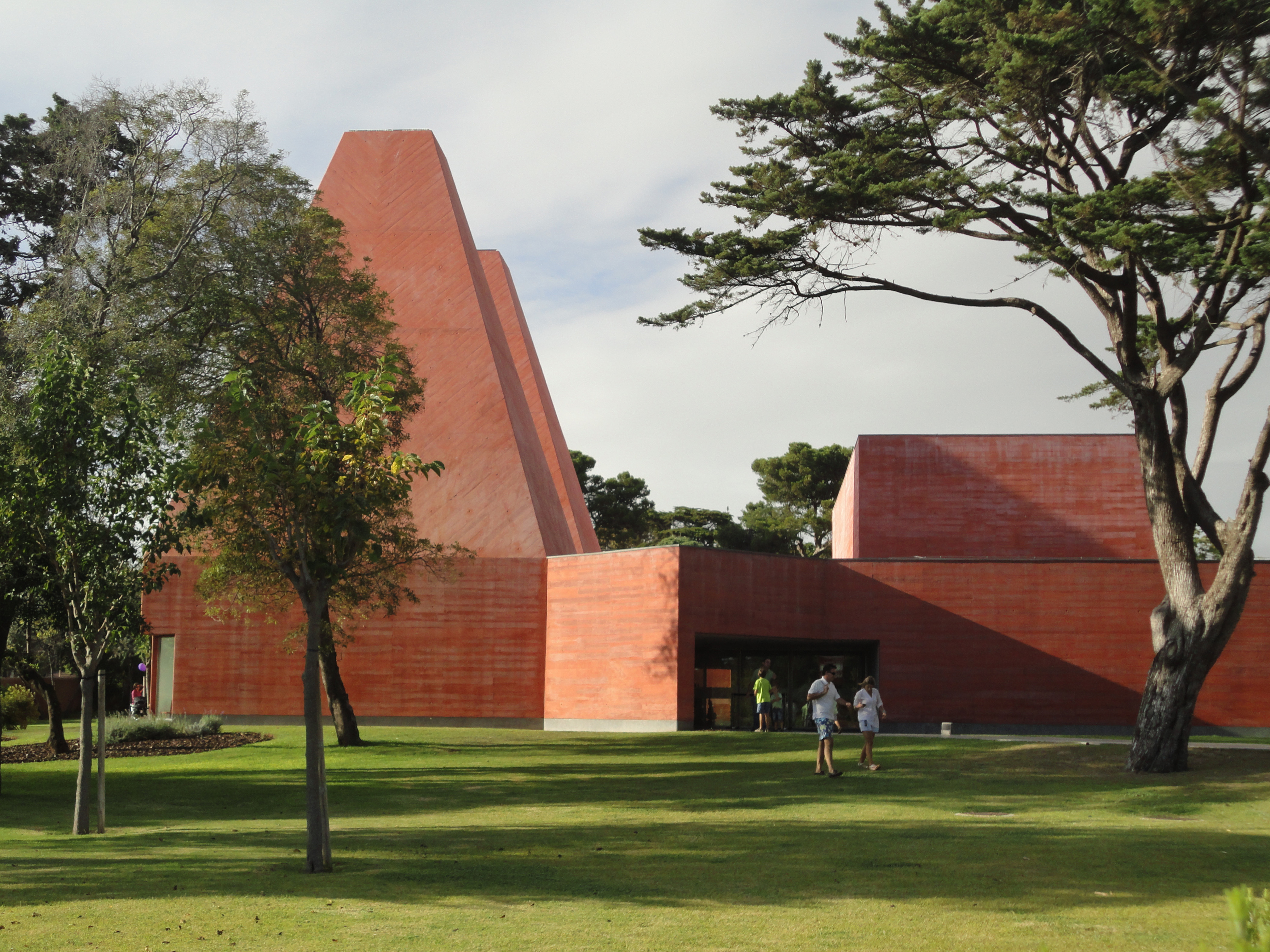
Casa das Histórias Paula Rego, arq. Eduardo Souto de Moura
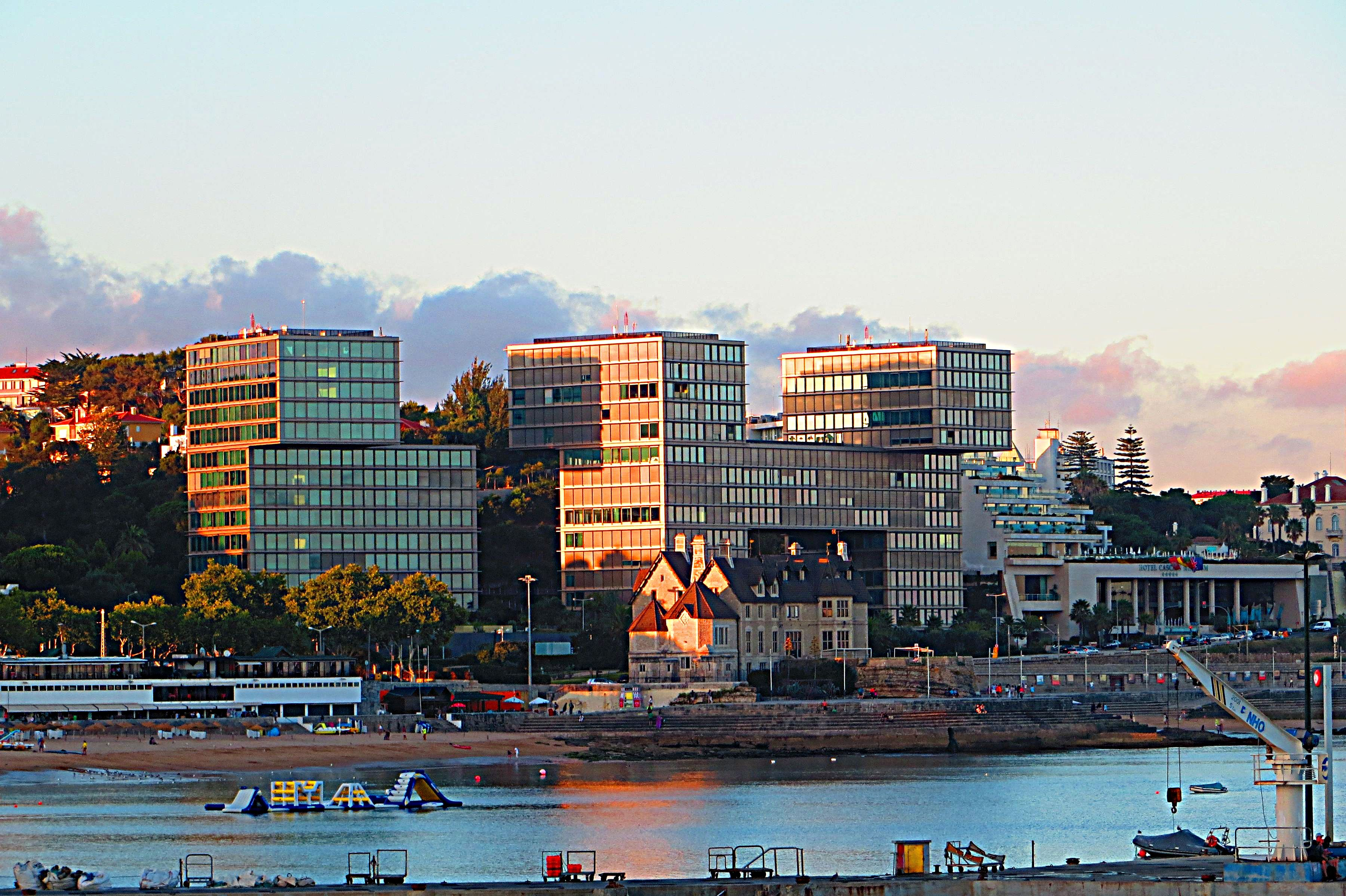
Estoril Sol
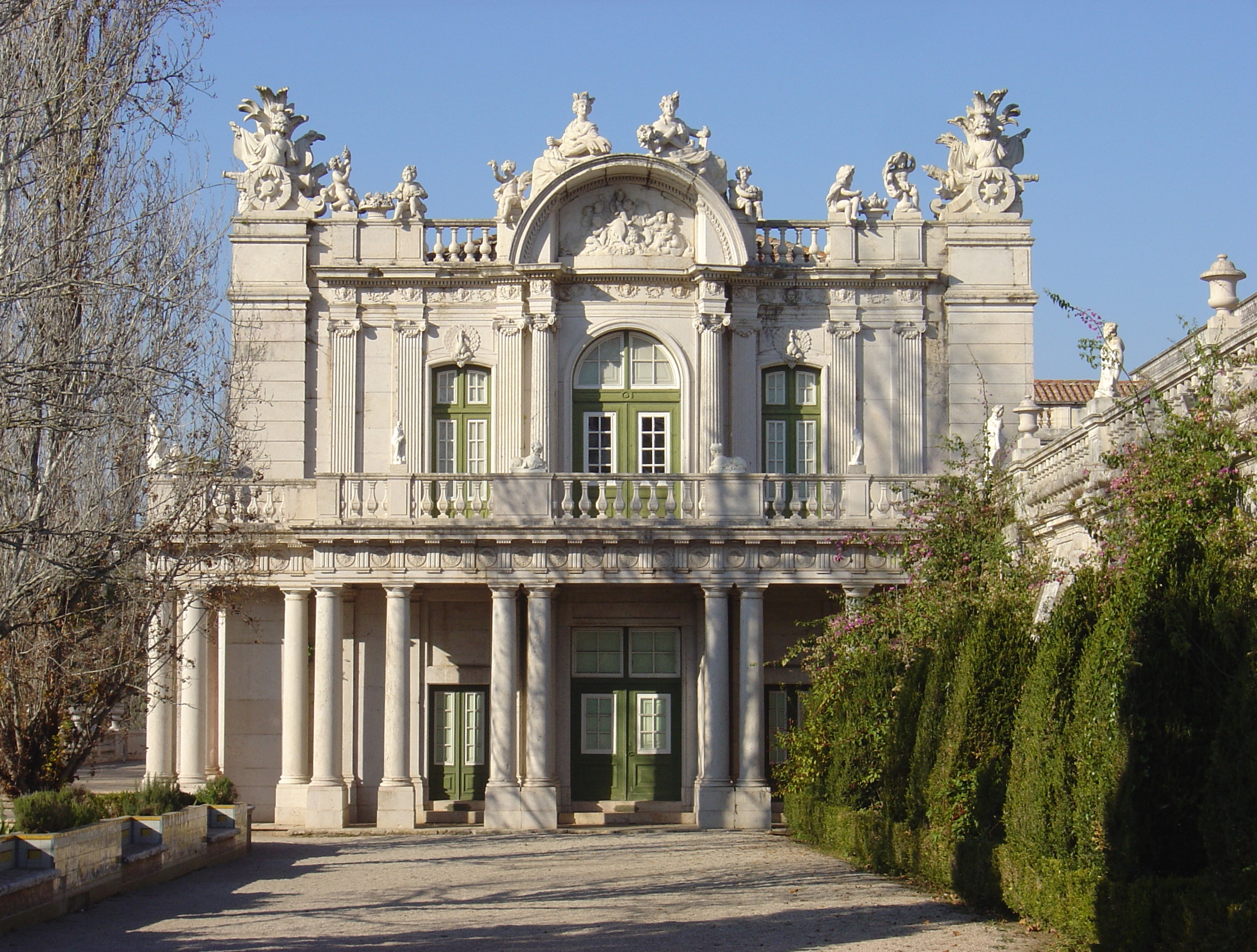
Palácio Nacional de Queluz
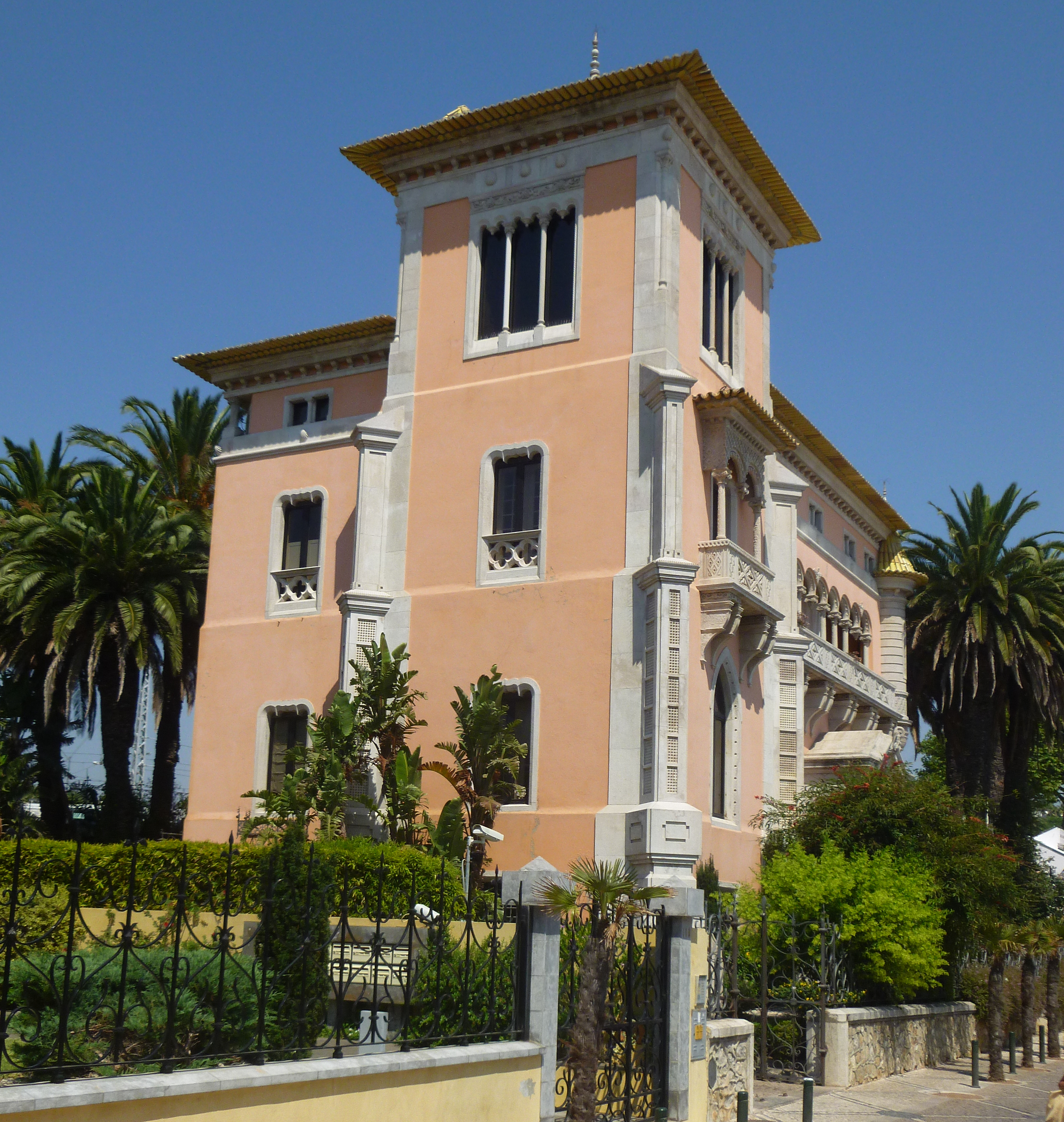
Casa D. António de Lencastre
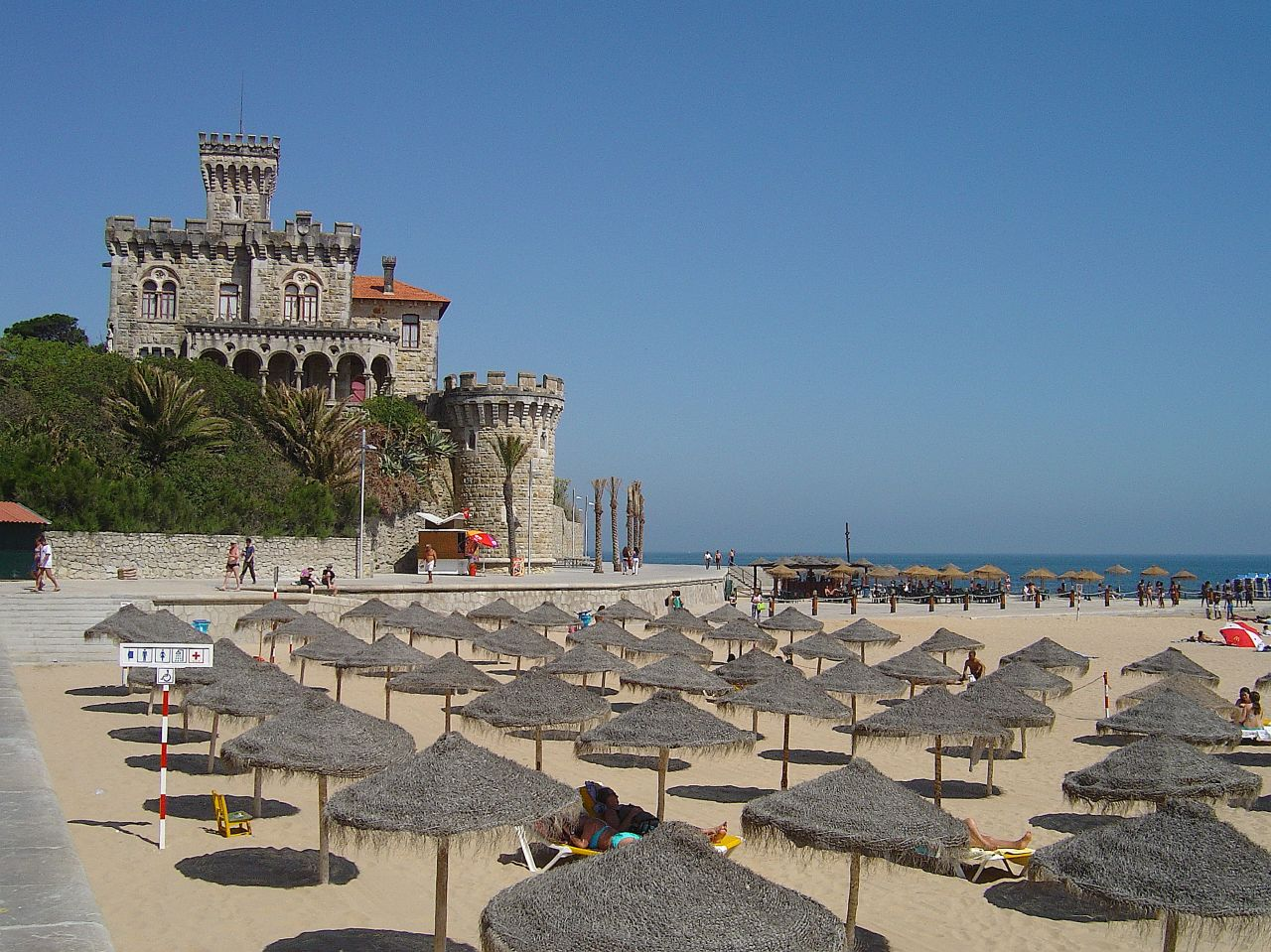
Praia do Tamariz no Estoril
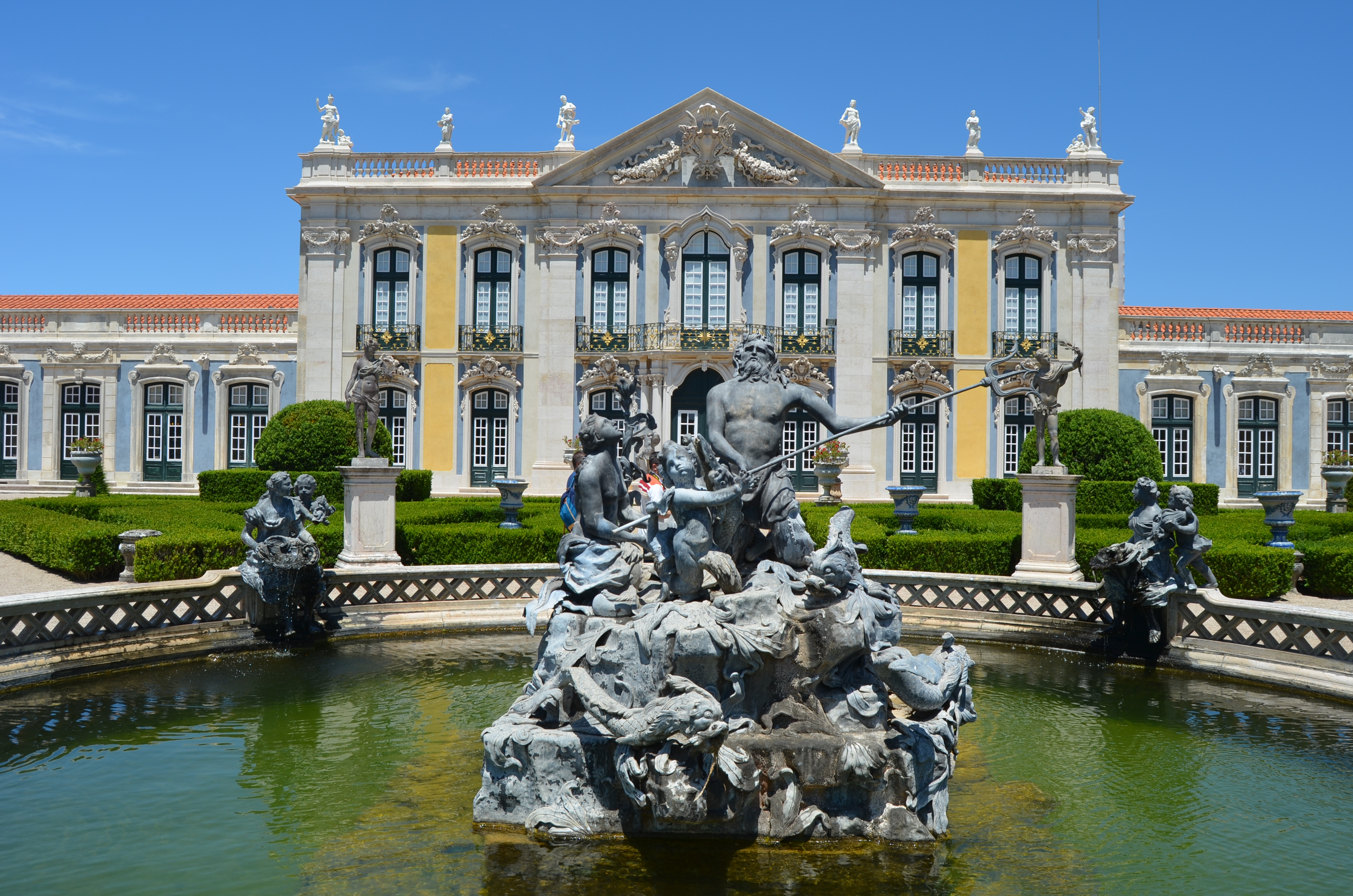
Palácio Nacional de Queluz em Sintra
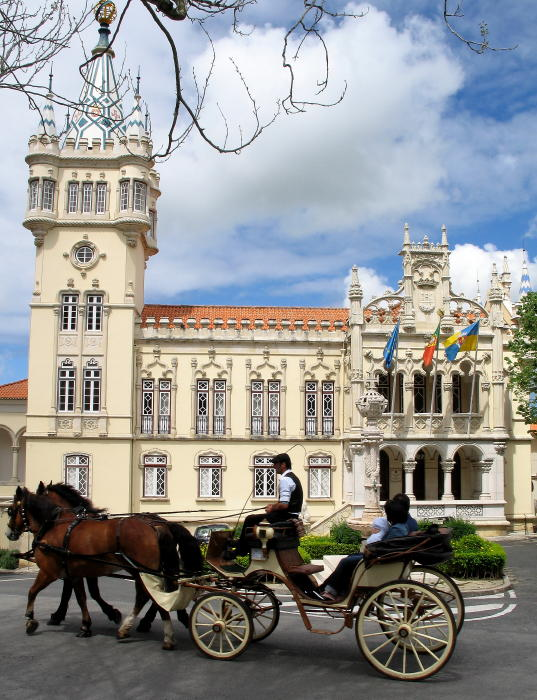
Paços do Concelho de Sintra
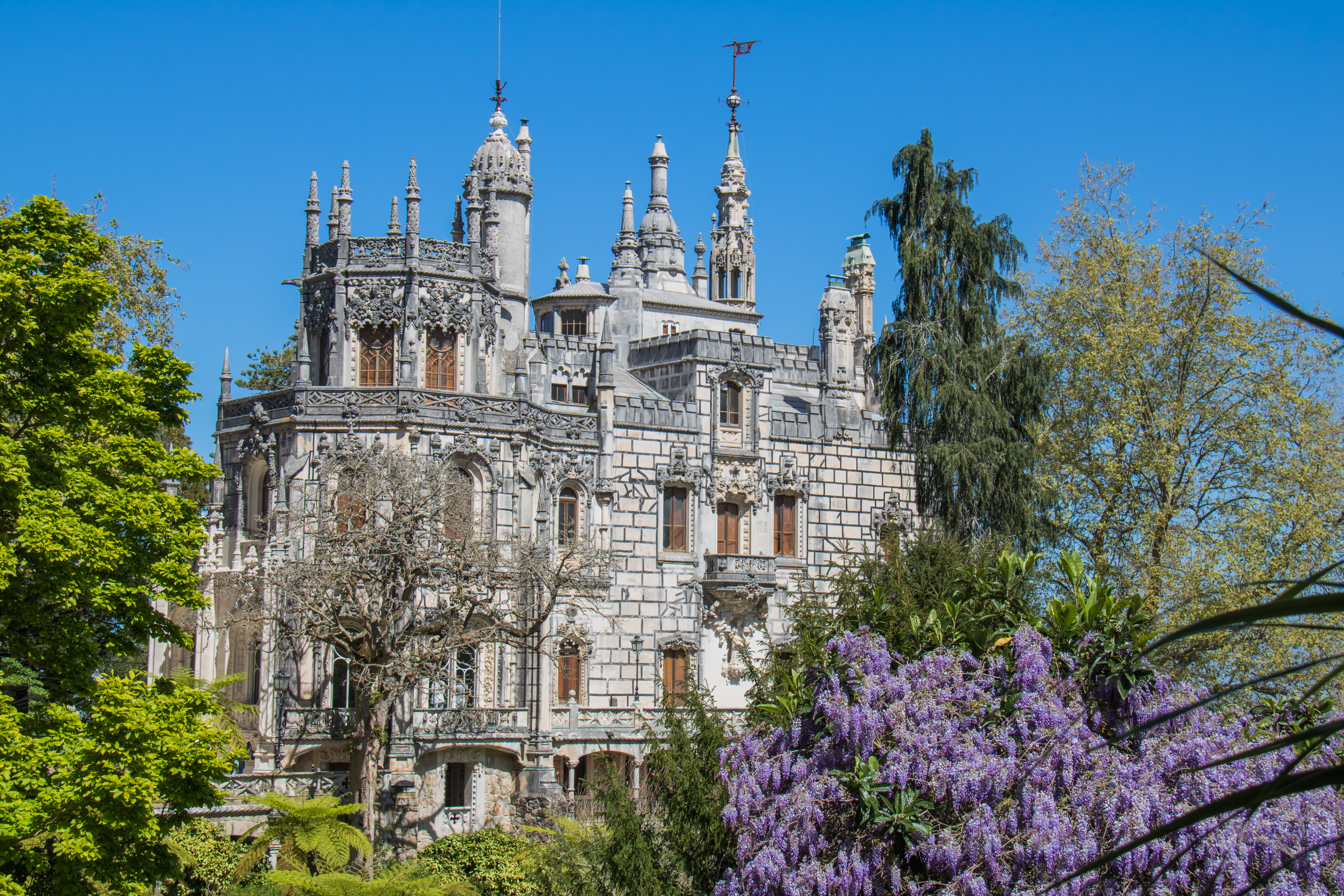
Quinta da Regaleira na Serra de Sintra
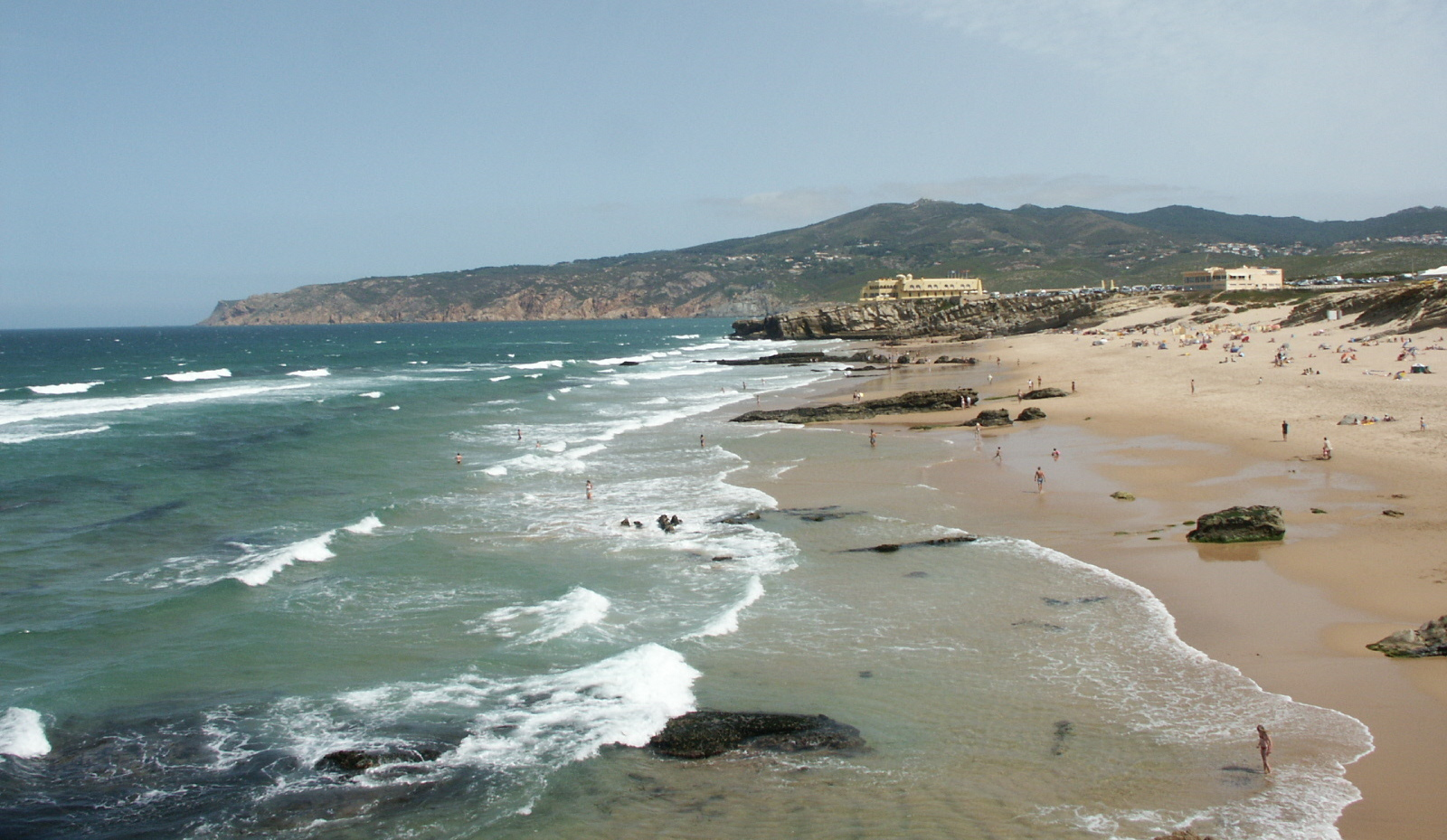
Praia do Guincho
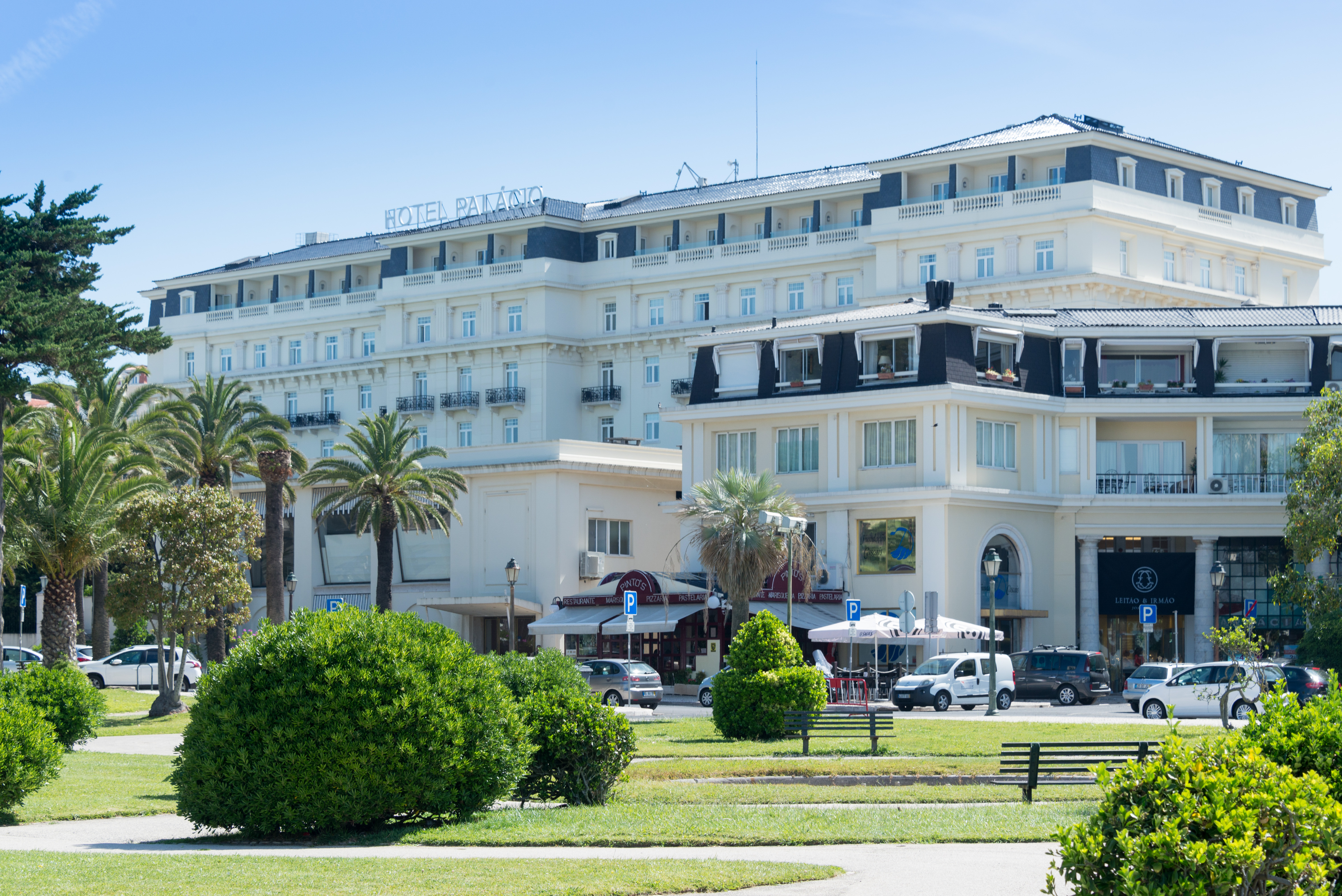
Hotel Palácio em Estoril
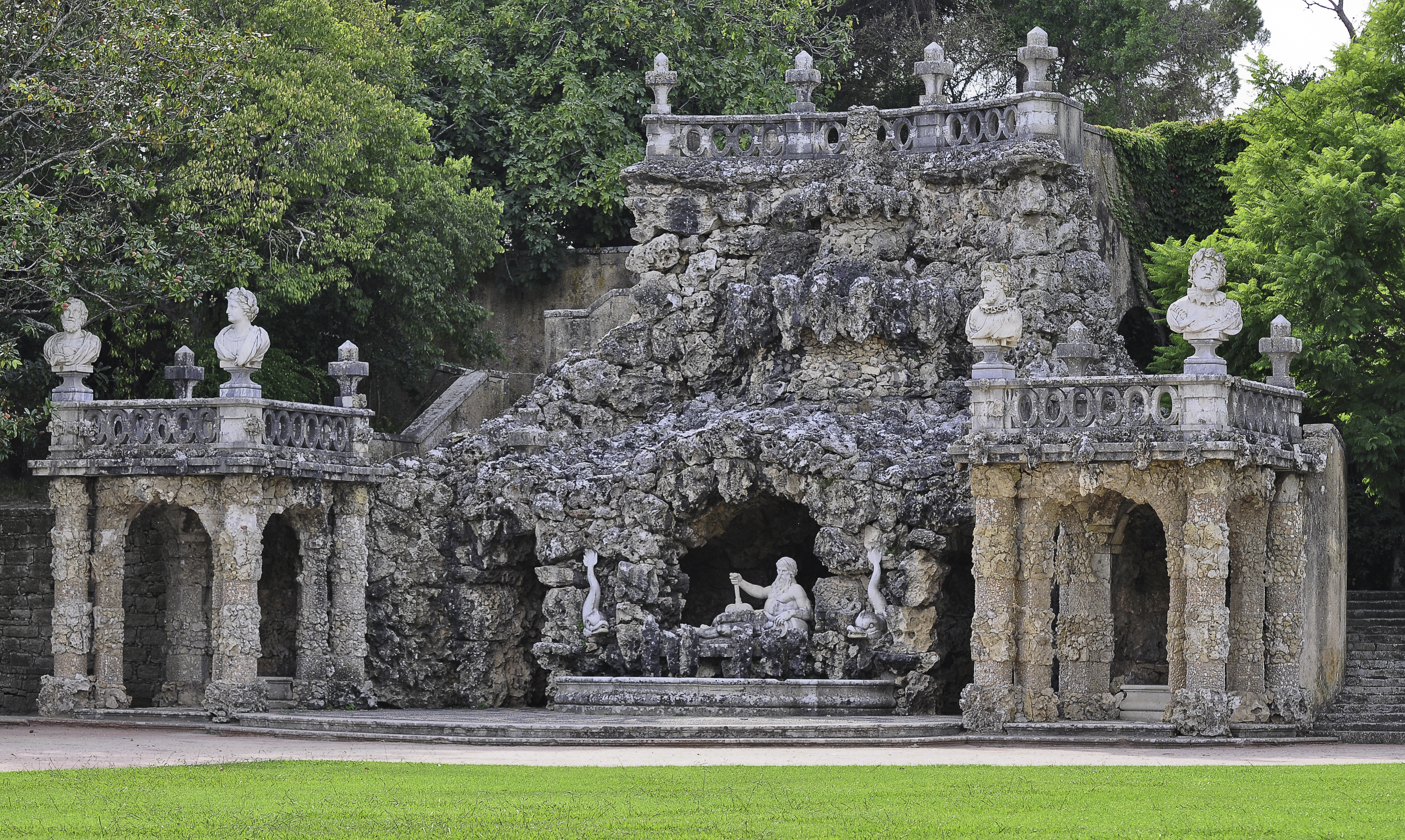
Jardins do Palácio do Marquês de Pombal
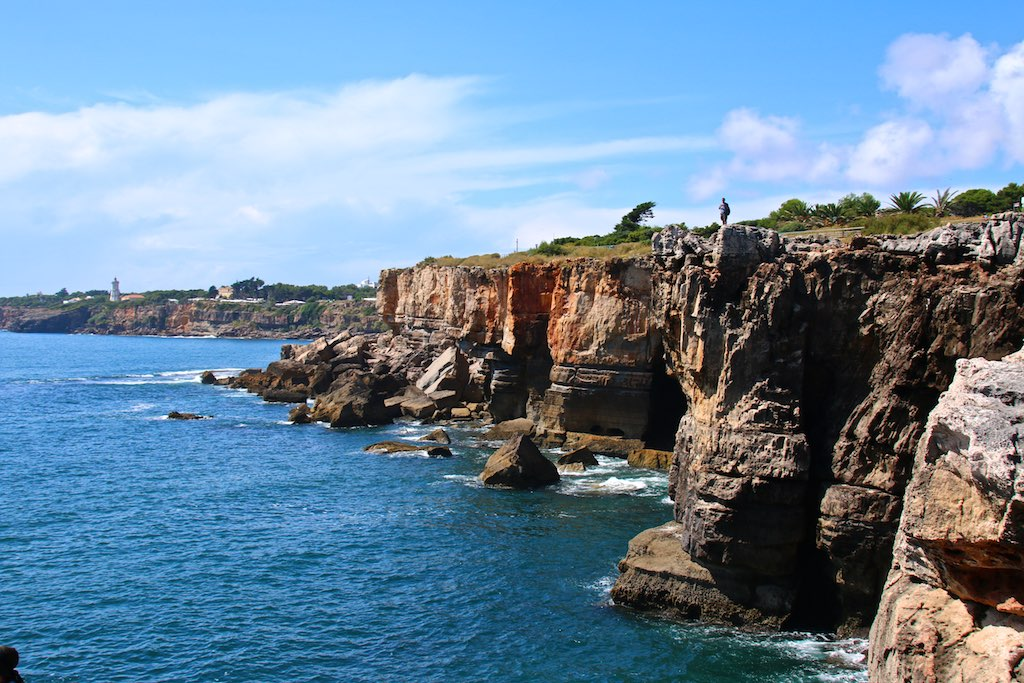
Costa do Estoril
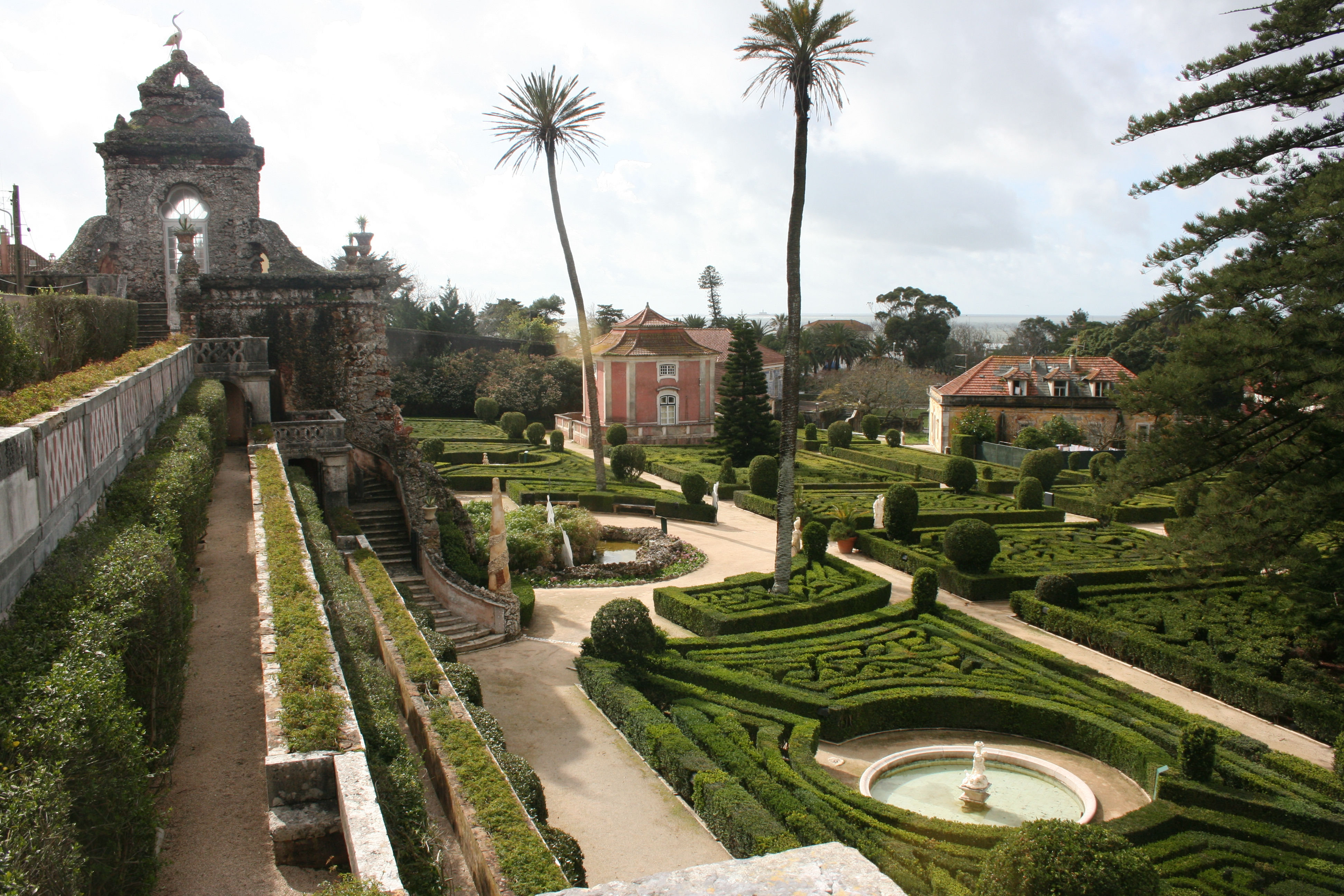
Jardins da Quinta Real em Caxias
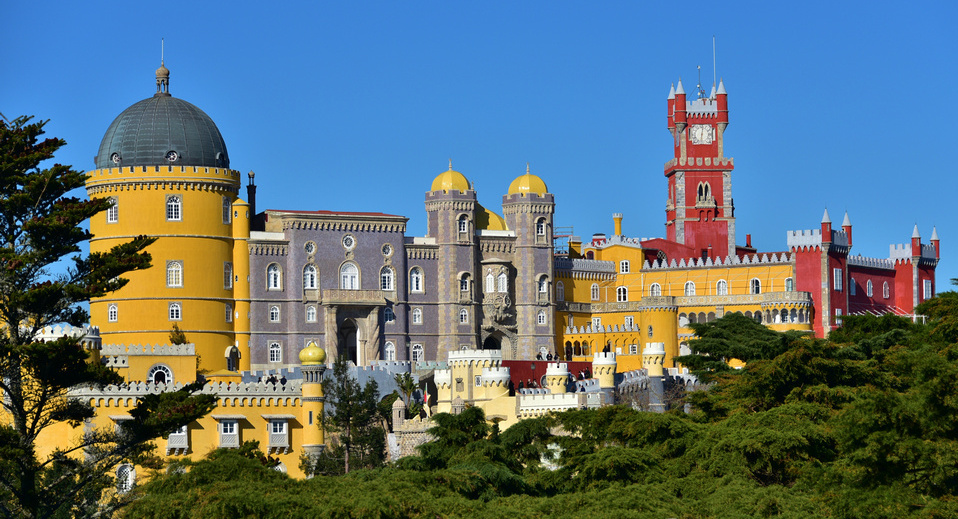
Palácio da Pena em Sintra
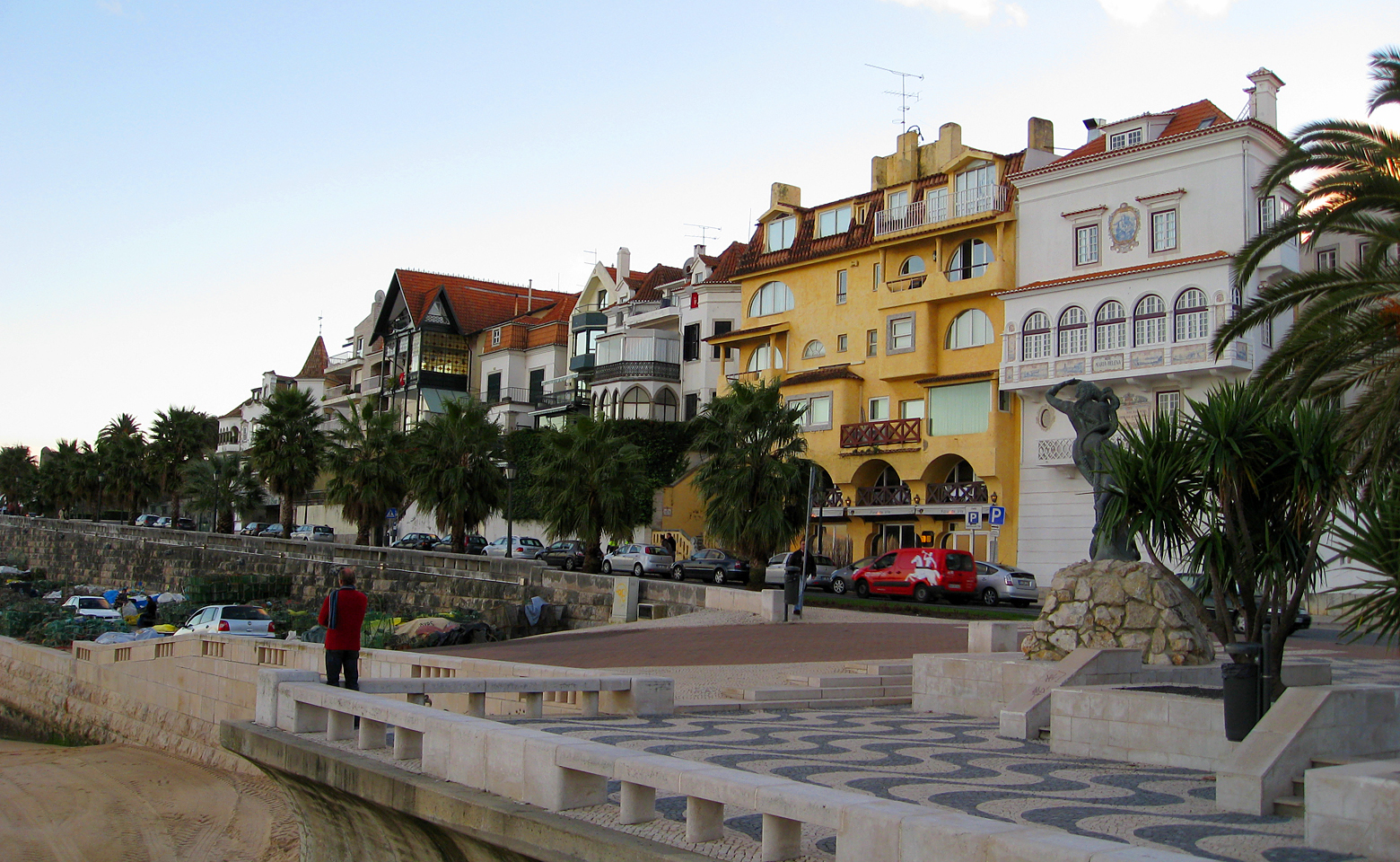
Avenida Rei D. Carlos I de Portugal em Cascais
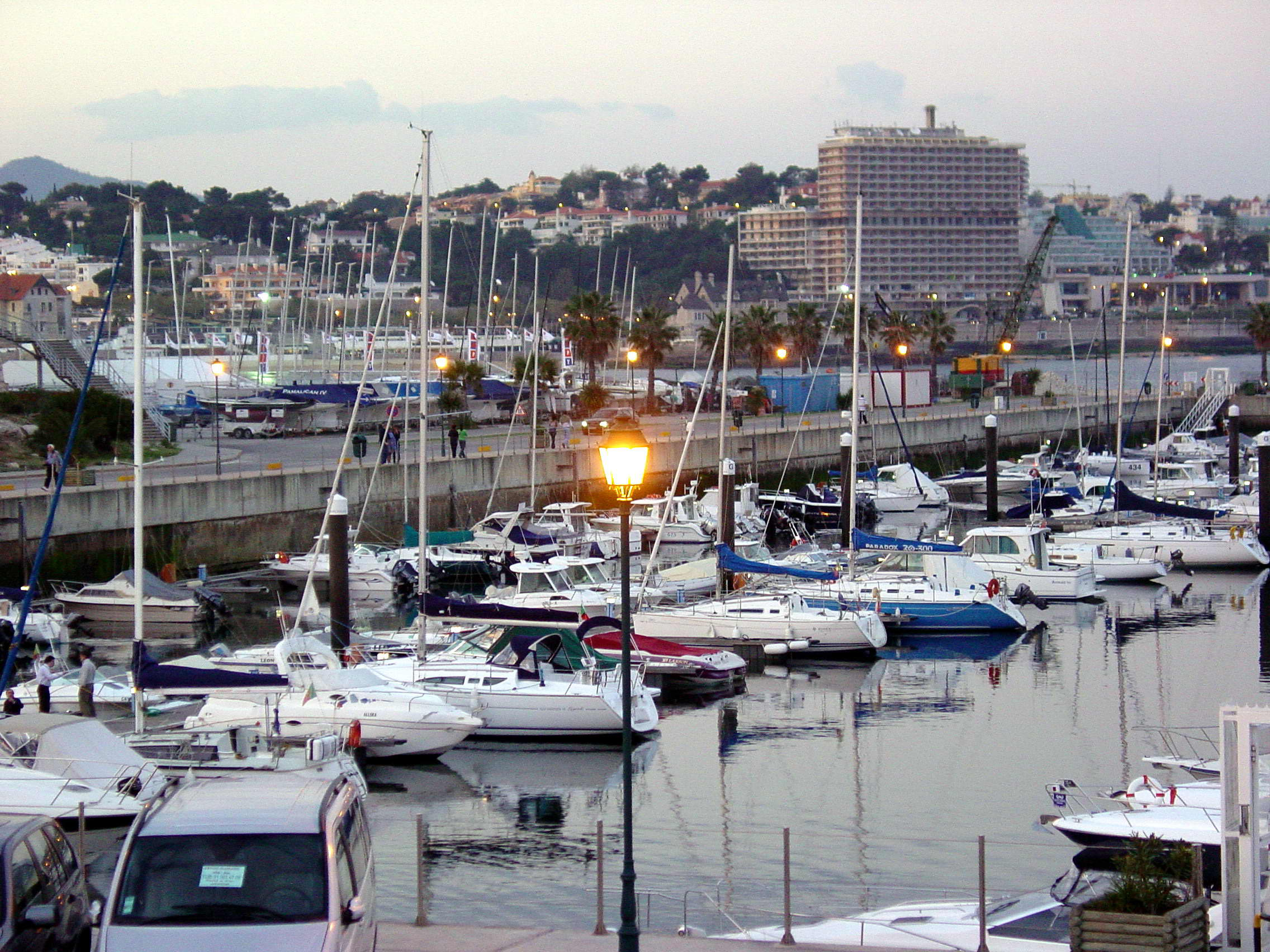
Marina de Cascais